# Podręcznik akademicki
Podręcznik akademicki − możliwie aktualna synteza wiedzy z danej dziedziny nauki, potrzebna i użyteczna zarówno ze względu na pracę naukową jak i na pracę dydaktyczną. Służy do nauczania w szkołach wyższych. 
Jest podstawowym źródłem wiedzy dla studentów, artykuły z czasopism naukowych są dla nich lekturą dodatkową. Jest jednak mniej aktualny niż artykuły naukowe, ponieważ gromadzenie materiałów do podręcznika trwa z reguły kilka lat. Z drugiej strony dobrze wykonane syntezy naukowe są względnie trwałe i aktualne przez wiele lat. Niekiedy podręczniki naukowe są wykorzystywane również przez kandydatów na studia.
Dobry podręcznik nie sprawia nadmiernych trudności w zrozumieniu jego treści, wskazuje treści ważne, ułatwia przygotowanie do egzaminu, dalsze uczenie się i poszukiwanie wstępnej literatury przedmiotu do referatów, prac zaliczeniowych, prac dyplomowych. Powinien zawierać przewodnik bibliograficzny dla danej dziedziny wiedzy, to jest zestawy literatury z objaśnieniami, ułożonej od pozycji ogólnych do specjalistycznych.
Od podręczników akademickich trzeba wyraźnie odróżnić skrypty naukowe, do których stosowane są inne standardy (choć spełniają podobną rolę).

## Cechy dobrego podręcznika
Podręcznik powinien charakteryzować się następującymi cechami:
- jego treść powinna odpowiadać aktualnemu stanowi wiedzy z danej dziedziny;
- ujecie treści ma opierać się na metodologicznych właściwościach danej dziedziny;
- tekst powinien być napisany z użyciem stylu naukowego, z terminologią charakterystyczną dla danej dziedziny nauki;
- konstrukcja i układ treści powinny odpowiadać hierarchii zagadnień wchodzących w skład podjętej tematyki;
- poznawanie zgromadzonej w nim wiedzy powinno wymagać pewnego wysiłku intelektualnego, jednak nie na tyle by stała się ona niedostępna dla określonego kręgu odbiorców;
- struktura treści ma korespondować z programem nauczania danego przedmiotu.

Podręcznik ma być jednocześnie przydatny nie tylko dla studentów, ale i dla innych badaczy czy szerzej – osób zainteresowanych daną tematyką.
Wiele z tych cech dotyczy każdej publikacji naukowej. Każda taka publikacja powinna, oprócz walorów naukowych, mieć także walory dydaktyczne, a w pewnym stopniu – popularyzatorskie.

## Doskonalenie
Podręcznik akademicki nie powstaje jednego dnia. Jest efektem wytężonej pracy autora, zbierającego uwagi od jego współpracowników i czytelników: „Dziewięć lat po pierwszym wydaniu Społeczeństwo znów trafia do rąk czytelników. Tym razem w postaci zmienionej i uzupełnionej. Poza bowiem niewielkimi zmianami, jakie wprowadziłem do wydania trzeciego, książka ta dotychczas wznawiana była w postaci niemal tej samej, co w pierwszym wydaniu. Prawie dziesięć lat to jednak czas dosyć długi, by rozwój nauki ukształtował nowe poglądy, które w podręczniku akademickim  trzeba uwzględnić. Tak zrodził się zamysł nowego uzupełnionego i poprawionego wydania.” – pisze Jerzy J. Wiatr. I dodaje: 
„Zmiany obecnie wprowadzone są dwojakiego rodzaju:  (1) aktualizują literaturę, uwzględniają nowe zjawiska społeczne i nowe poglądy (2) zmierzają do wykorzystania doświadczeń dydaktycznych tych, którzy z książki tej korzystali, dla uczynienia jej lepszą, bardziej dostosowaną do potrzeb i możliwości dydaktycznych szkoły wyższej.”
Wiatr wskazuje tu na dwa istotne powody uaktualniania podręcznika:
- aktualizacja wiedzy w nim zawartej, w tym zarówno samych faktów i poglądów na nie, jak i źródeł, skąd są czerpane;
- kierowanie się doświadczeniem użytkowników  obu stron akademickiej barykady, to jest zarówno wykładowców jak i studentów, w celu dostosowania do potrzeb dydaktycznych;

Prawdopodobnie wskazane byłoby również znaleźć dobre sposoby na przystosowanie go także do potrzeb popularnonaukowych. Dzieje się to przede wszystkim na płaszczyźnie języka – styl naukowy jest tu zastępowany przez styl popularnonaukowy, bardziej zrozumiały dla szerszego kręgu odbiorców. 
Podręcznik akademicki jest dziełem, które podlega  ciągłej ewolucji: „Nowe wydanie Społeczeństwa zawdzięcza wiele moim kolegom, którzy książkę tę wykorzystywali w nauczaniu socjologii i przekazywali mi swe uwagi i sugestie. Zawdzięcza też ono szczególnie wiele moim studentom – dawniej na Uniwersytecie Jagiellońskim, a obecnie na Uniwersytecie Warszawskim – gdyż właśnie praca dydaktyczna skłoniła mnie do dalszej pracy nad tą książką".
Uważa się, że dopiero trzecie wydanie podręcznika akademickiego jest zbliżeniem od ideału. W drugim poprawia się pomniejsze błędy i planuje uzupełnienia, w trzecim – można je wprowadzić w życie. W rzeczywistości podręczniki akademickie żyją znacznie dłużej, zmieniając się i doskonaląc przez lata i kolejne wydania.